# Lorenzo Scaglia
Lorenzo Scaglia había nacido en el pueblo de Alfianello, Lombardia, provincia de Brescia, Italia en el año 1877.
En 1897 Lorenzo viajó a la Argentina, junto con sus dos hermanos. Se radicó en Adrogué, provincia de Buenos Aires, donde realizó distintos trabajos. Conoció allí a María Regina Magnani con quien se casó y trasladó tiempo después a Mar del Plata.
Aquí nacieron sus cinco hijos: Venus Libertad (fallecida en 1986), Galileo Juan Scaglia (quien tomaría mucha importancia en la Paleontología), Movimiento Carlos (falleció en 1941), Teresa y Anuncieta (ambas fallecidas muy niñas).  Amante de la naturaleza, Lorenzo Scaglia acudía asiduamente a la costa del mar, recorriendo las playas; lejos de imaginar que de aquellas salidas nacería el futuro museo que hoy lleva su nombre en la ciudad.
Es en 1922 cuando descubrió un molar de un Stegomastodon desaparecido hace miles de años. Pronto obtuvo una colección muy importante, y habilitó en su domicilio un núcleo cultural conocido como "La chacra de Don Lorenzo", donde el público podía observar libremente la colección de mamíferos fósiles, que día a día contaba con nuevos testimonios del pasado.
Lorenzo Scaglia falleció a los 77 años, el 14 de julio de 1954, dejando con mucha confianza y fiel continuador de su obra a su hijo Galileo Juan Scaglia. 
En honor a Lorenzo, el municipio de General Pueyrredon en 1991, decidió por ordenanza 8213, que una calle del barrio Parque Camet llevara su nombre.
Ya desde 1975, por medio de otra ordenanza, lleva su nombre el Museo municipal de Ciencias Naturales: Museo Municipal de Ciencias Naturales "Lorenzo Scaglia".